# Canadian-Pacific-Air-Lines-Flug 108
Am 9. September 1949 verunglückte eine Douglas DC-3/C-47-DL auf dem Canadian-Pacific-Air-Lines-Flug 108 von Québec nach Baie-Comeau, nachdem sie durch einen Bombenanschlag in der Luft zerrissen wurde. Bei dem Anschlag starben alle 23 Insassen der Maschine. Als Täter wurde Joseph-Albert Guay ermittelt, der aus Habgier gehandelt hatte. Es handelte sich um den ersten aufgeklärten Fall eines Anschlags auf die Zivilluftfahrt in Nordamerika.

## Flugzeug
Das Flugzeug war eine Douglas DC-3/C-47-DL, die im Werk der Douglas Aircraft Company in Long Beach, Kalifornien gebaut und am 13. Juli 1942 mit der Werknummer 4518 und dem militärischen Luftfahrzeugkennzeichen 41-18456 an die United States Army Air Forces (USAAF) ausgeliefert worden war. Im Oktober 1942 wurde die Maschine an die 4th Troop Carrier Squadron, 62rd Troop Carrier Group, die in Keevil, Wiltshire, England stationiert war, übergeben. Die Maschine war an der Offensive in Nordwestafrika im November 1942 beteiligt. Am 15. November 1942 wurde das Flugzeug nach Algerien verlegt und im Juli 1943 nach Tunesien. Die Maschine war dann zwischen September 1943 und November 1945 auf Stützpunkten in Sizilien und Italien stationiert. Wenig später wurde die C-47 als Überbestand der USAAF kategorisiert und ausgeflottet. Am 31. August 1946 wurde die Maschine an die Canadian Pacific Airlines verkauft. Nach einem Umbau zur zivilen DC-3C wurde die Maschine am 6. Februar 1947 mit dem neuen Luftfahrzeugkennzeichen CF-CUA zugelassen und erhielt die interne Flottennummer 280. Die C-47 wurde von zwei Doppelsternmotoren Pratt & Whitney R-1830-92 Twin Wasp mit je 1.200 PS Leistung angetrieben.

## Passagiere und Besatzung
An Bord der Maschine befand sich eine vierköpfige Besatzung. Zum Zeitpunkt des Unfalls befanden sich 15 erwachsene Passagiere sowie vier Kinder an Bord. Unter den erwachsenen Passagieren befanden sich drei US-amerikanische Vertreter der Kennecott Utah Copper Corporation, darunter deren scheidender Präsident E. Tappan Stannard, sein designierter Nachfolger Arthur D. Storke sowie der Vizepräsident Russell Johnston Parker, Vater des Typografen Mike Parker.

## Flugplan
Der Canadian-Pacific-Air-Lines-Flug 108 sollte von Montréal nach Baie-Comeau führen. Auf der Route war ein planmäßiger Zwischenstopp in Québec vorgesehen.

## Flugverlauf und Absturz
Den ersten Teil des Fluges absolvierte die Maschine ohne besondere Vorkommnisse. Der Abflug in Québec verzögerte sich um fünf Minuten auf 10:25 Uhr. Nachdem die Maschine 66 Kilometer der Flugstrecke von Québec nach Baie-Comeau zurückgelegt hatte, wurde sie um 10:35 Uhr Ortszeit plötzlich beim Cap Tourmente, nahe Sault-au-Cochon in der Region Charlevoix in der Luft auseinandergerissen und stürzte zu Boden. Die Wrackteile schlugen auf einem felsigen Hügel auf.
Fünf Mitarbeiter der kanadischen Eisenbahngesellschaft Canadian National Railway, die sich zufällig in der Nähe befanden, eilten nach dem Aufprall unmittelbar zur Absturzstelle. Sie fanden jedoch keine Lebenden vor – bei der Explosion und dem Aufschlag wurden alle 23 Personen an Bord der Maschine getötet. Einer der Zeugen sprach in einem Interview mit der Zeitung La Patrie aus Montreal davon, dass die Männer an der Absturzstelle abgetrennte Arme, Beine und Köpfe vorgefunden hätten. Der vordere Teil der Maschine habe einen intakten Eindruck gemacht. Die Leichen seien in diesem Bereich übereinander getürmt gewesen, als seien sie bei dem Absturz nach vorne geschleudert worden. Da die Männer vor Ort keine Hilfe mehr leisten konnten, hätten sie daraufhin die Bahnverwaltung benachrichtigt.

## Ermittlungen und Urheberschaft
Die Polizei konnte gleich zu Beginn ihrer Ermittlungen Sprengstoffspuren an der Absturzstelle sichern. Da sich der Zwischenfall in der Anfangszeit des Kalten Krieges ereignete, wurde zunächst gemutmaßt, dass es sich bei dem Zwischenfall um einen Angriff des kommunistischen Blocks gehandelt habe. Es konnte festgestellt werden, dass eine Bombe mit Zeitzünder im vorderen Gepäckabteil Nr. 1 detoniert war. Als Drahtzieher wurde der 31-jährige Joseph-Albert Guay (* 22. September 1917) identifiziert. Dieser wollte seine Frau Rita Morel Guay töten, um eine andere Frau (Marie-Ange Robitaille) zu heiraten und die Lebensversicherung über 10.000 USD für seine Frau zu erhalten.
Die Maschine war mit einer Verspätung von 5 Minuten gestartet. Durch diese Verspätung wurde Guays Plan vereitelt, die Maschine über dem Sankt-Lorenz-Strom explodieren zu lassen. Wäre die Maschine in die tiefen Gewässer des Flusses gestürzt, wäre eine forensische Untersuchung mit den damaligen Methoden unmöglich geworden.
Es konnte ermittelt werden, dass eine schwarz gekleidete Frau vor dem Abflug der Maschine ein Paket als Luftfracht für den Flug aufgegeben hatte. Das war der Grund für die Verspätung, da die Frau erst im letzten Moment vor dem Start eingetroffen war. Der Flugbegleiter nahm das Paket noch schnell entgegen und verstaute es im Gepäckfach Nr. 1. Die Kurierin konnte wenig später als die 43-jährige Marguerite Ruest-Pitre identifiziert werden. Während der polizeilichen Vernehmungen bestätigte Ruest-Pitre, dass sie das Paket an Bord gebracht hatte, gab aber an, sie hätte geglaubt, dass es eine zerbrechliche Statue enthielt. Sie gab an, dass der Absender ein gewisser Delphis Bouchard aus Saint-Simeon  sei und die Sendung an Albert Plouffe in Baie-Comeau zugestellt werden sollte. Bouchard bestritt in Vernehmungen, ein Paket abgeschickt zu haben; der Empfänger konnte unter diesem Namen in Baie-Comeau nicht ermittelt werden. Ein Bekannter von Ruest-Pitre, der 31-jährige Joseph-Albert Guay, habe sie gebeten, das Paket an Bord zu bringen; als Gegenleistung habe er zugestimmt, ihr bestehende Schulden in Höhe von 600 US-Dollar zu erlassen. Später stellte sich heraus, dass der Bruder der Kurierin, Généreux Ruest, ein von Tuberkulose gezeichneter, gehbehinderter Angestellter von Joseph-Albert Guay, die Bombe konstruiert hatte. Für den Bau der Bombe verwendete Généreux Batterien, einen Wecker sowie mehrere Stangen Dynamit – Materialien, die seine Schwester zuvor für ihn besorgt hatte.
Einige Tage nach dem Anschlag nahm Marguerite Ruest-Pitre eine Überdosis Schlaftabletten; der Suizidversuch scheiterte jedoch, die Frau konnte gerettet werden. Bei den polizeilichen Vernehmungen im Krankenhaus gab sie zu Protokoll, dass Joseph-Albert Guay ihr in einem nahezu hysterischen Gemütszustand erzählt habe, dass er eine Bombe in dem Paket versteckt hatte und ihr zum Suizid geraten habe, bevor sie wegen des Verbrechens angeklagt werde.
Der Uhren- und Juwelenverkäufer Joseph-Albert Guay wurde am 23. September 1949, nur zwei Wochen nach der Tat, festgenommen. Sein Motiv für das Verbrechen war zum einen, dass er eine andere Frau, seine 19-jährige Geliebte Marie-Ange Robitaille, ehelichen wollte, und zum anderen Habgier. Die Guays hatten im Jahr 1940 geheiratet; im Jahr 1945 wurde ihre gemeinsame Tochter geboren und im selben Jahr eröffnete Joseph-Albert Guay ein Juweliergeschäft. In den Folgejahren geriet die Ehe der Guays in eine Krise, da Joseph-Albert außereheliche Affären hatte; ferner schrieb das Juweliergeschäft rote Zahlen, wodurch sich Schulden anhäuften. Im Jahr 1948 begann Guay eine Affäre mit der damals 17-jährigen Marie-Ange Robitaille. Er besuchte sie seitdem zwei- bis dreimal wöchentlich im Haus ihrer Eltern, wo die junge Frau wohnte. Sie stellte ihn als „Robert Angers“ vor, um zu verbergen, dass Guay ein verheirateter Mann war. Guay kaufte seiner Geliebten einen Verlobungsring. Als Rita Morel Guay von der Affäre ihres Mannes erfuhr, suchte sie das Haus der Familie Robitaille auf und erzählte den Eltern der jungen Frau die Wahrheit über ihren Mann. Die Robitailles wiesen ihre Tochter daraufhin aus ihrem Haus, woraufhin Joseph-Albert für sie eine Notunterkunft bei seiner Bekannten Marguerite Ruest-Pitre organisierte. Später mietete er für sich und seine Geliebte eine Wohnung im 500 Kilometer östlich liegenden Sept-Îles und pendelte zwischen seiner Ehefrau und seiner Geliebten. Diese Konstellation missfiel beiden Frauen. Die Ehekrise im Hause Guay verschärfte sich und Rita Morel Guay zog mit der gemeinsamen Tochter in ihr Elternhaus, während Robitaille enttäuscht die Beziehung mit Guay beendete. Dieser war am Boden zerstört und beschloss, sich seiner Ehefrau zu entledigen.
Nachdem Généreux Ruest die Bombe fertiggestellt hatte, überredete Guay seine Ehefrau unter dem Vorwand, sie solle Juwelen für sein Geschäft abholen, zu einem Flug nach Baie-Comeau. Zum damaligen Zeitpunkt erlebten die kanadischen Bergbaustädte Sept-Îles und Baie-Comeau einen Boom und das dortige Juwelengeschäft florierte. Guay schloss vor dem Abflug auf den Namen seiner Frau eine Lebensversicherung über 10.000 Dollar ab.
Durch das Bombenattentat wollte Guay eine Scheidung von seiner Ehefrau umgehen, die nach den Regeln der katholischen Kirche eine kirchliche Wiederverheiratung unmöglich gemacht hätte. Nach Auszahlung der Lebensversicherungsumme für seine Frau wollte Guay sich mit seiner Geliebten absetzen.

## Juristische Aufarbeitung
Im Rahmen der Ermittlungen wurde bekannt, dass Guay im April 1949 einem anderen Freund 500 Dollar geboten hatte, wenn dieser seine Frau vergiften würde. Der Freund hatte das Angebot abgelehnt.
Ein forensischer Mediziner äußerte vor Gericht die Vermutung, dass Guay sich von einem ähnlichen Vorfall im selben Jahr zu seiner Tat hatte inspirieren lassen. Am 7. März 1949 war ein Attentat auf eine andere Douglas C-47 der Philippine Airlines verübt worden; auch hier handelte es sich um eine Beziehungstat und einen versuchten Versicherungsbetrug.
Im Februar 1950 wurde Joseph-Albert Guay zum Tode verurteilt. Am 12. Januar 1951 wurde das Urteil  durch Erhängen vollstreckt. Seine letzten Worte waren „Bien, au moins, je meurs célèbre!“ („Gut, wenigstens sterbe ich als Berühmtheit!“). Nach seiner Verurteilung gab Guay an, dass Généreux Ruest und Marguerite Ruest-Pitre ihn bei der Planung des Verbrechens unterstützt hätten. Die Geschwister Ruest wurden im Juni 1950 festgenommen, in separaten Verfahren angeklagt und ebenfalls zum Tod durch den Strang verurteilt – Généreux im November 1950, Marguerite im März 1951. Généreux Ruest wurde im Juli 1952 hingerichtet. Marguerite Ruest-Pitre bestritt bis zuletzt ihre Schuld; ihr Revisionsantrag wurde abgelehnt. Am 9. Januar 1953 wurde sie als letzte Frau in Kanada hingerichtet.